# Katastrofa lotu All Nippon Airways 60
Katastrofa lotu All Nippon Airways 60 – katastrofa lotnicza samolotu Boeing 727-81, należącego do linii All Nippon Airways, do której doszło 4 lutego 1966 roku w Zatoce Tokijskiej, w pobliżu Ōta w Japonii. W jej wyniku zginęły 133 osoby (126 pasażerów i 7 członków załogi), wszystkie osoby, które znajdowały się na pokładzie.
Wówczas była to najtragiczniejsza katastrofa lotnicza pojedynczego samolotu w historii oraz druga najtragiczniejsza, po katastrofie nad Nowym Jorkiem, w której w obu maszynach zginęły 134 osoby.
Była to najtragiczniejsza katastrofa lotnicza w Japonii, do katastrofy lotu All Nippon Airways 58, w której zginęły 162 osoby.

## Wypadek
Podczas końcowego podejścia załoga anulowała procedurę lotu IFR i przez radio nadała informację, o zamiarze kontynuowania VFR. Samolot o godz. 19:00 zgłosił ostatni komunikat. Maszyna uderzyła w wodę, rozpadła się i zatonęła.
Przyczyna wypadku nigdy nie została ustalona.

## Seria katastrof
Ten wypadek był jedną z pięciu śmiertelnych katastrof lotniczych w Japonii w 1966 roku, w których łącznie zginęło 376 osób, a 7 zostało rannych.
- 4 lutego 1966 - katastrofa lotu All Nippon Airways 60, zginęły 133 osoby[1];
- 4 marca 1966 - katastrofa lotu Canadian Pacific Air Lines 402, zginęły 64 osoby, 7 zostało rannych[2];
- 5 marca 1966 - katastrofa lotu BOAC 911, zginęły 124 osoby[3];
- 26 sierpnia 1966 - katastrofa samolotu Convair 880, zginęło 5 osób[4].
- 13 listopada 1966 - katastrofa lotu All Nippon Airways 553, zginęło 50 osób[5].

Łączny wpływ pięciu wypadków zachwiał zaufaniem społeczeństwa do lotnictwa komercyjnego w Japonii, co spowodowało ograniczenie lotów krajowych, ze względu na zmniejszony popyt.